# 中阳县
中阳县在中国山西省西部，是吕梁市所辖的一个县。总面积为1441平方公里，縣人民政府駐寧鄉鎮。

## 历史
西汉置中阳县，至今已历2200余年；东汉并入离石县，北周置平夷县，金改宁乡县，1914年复名中阳县。

## 行政区划
中阳县下辖5个镇、2个乡：
宁乡镇、金罗镇、枝柯镇、武家庄镇、暖泉镇、车鸣峪乡和下枣林乡。

## 人口
根据(山西省)吕梁市第七次全国人口普查公报显示：中阳县常住人口为138498人。

## 交通
- 209国道过境。

## 教育
中阳一中是中阳县唯一一所普通高中，还有一所职高，二中等。